# Santo Expedito
Santo Expedito is een gemeente in de Braziliaanse deelstaat São Paulo. De gemeente telt 2.956 inwoners (schatting 2009).

## Aangrenzende gemeenten
De gemeente grenst aan Alfredo Marcondes, Emilianópolis, Flora Rica, Presidente Bernardes en Presidente Prudente.